# Mala del Brenta
La mala del Brenta è stata un'organizzazione criminale mafiosa nata in Veneto intorno agli anni settanta e in seguito estesasi nel resto dell'Italia nord-orientale. È stata duramente colpita negli anni novanta, dopo l'arresto ed il pentimento del principale capo Felice Maniero.

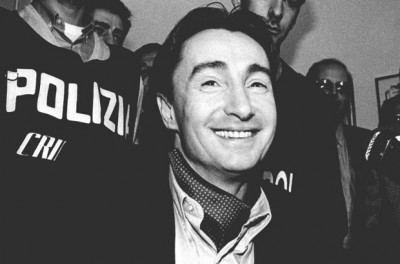
Felice Maniero, boss dell'organizzazione criminale

## Storia

### Il contesto in Veneto
Nel ventennio successivo al secondo dopoguerra, il panorama malavitoso veneto era composto, come nel resto delle regioni dell'Italia nord-orientale, da bande paracriminali di piccolo e medio spessore coinvolte perlopiù in azioni di microcriminalità e ben lungi dal trasformarsi o unirsi sotto un'unica organizzazione a carattere mafioso per il controllo del territorio. In particolare il triangolo tra Mestre, Padova e Chioggia era un'area economicamente particolarmente depressa. A Venezia invece era tradizionale la microcriminalità al pari delle altre grandi città italiane, e come città portuale divenne imperniata sul contrabbando in particolare di sigarette, attività attorno alla quale iniziò già dagli anni cinquanta a gravitare un abbozzo di organizzazione criminale tesa al controllo, ancor prima dell'affacciarsi della banda del Brenta. Dalla metà degli anni settanta il ben più lucroso traffico di droga cominciò a sostituire pian piano il tradizionale contrabbando di sigarette tra gli interessi della criminalità, attirando con ciò gruppi decisi a conquistarsi uno spazio, e da ciò nacque il sodalizio che imperversò almeno fino agli anni novanta.
L'arrivo di alcuni esponenti della mafia siciliana costretti al soggiorno obbligato nelle province di Venezia e Padova, in particolare Totuccio Contorno, Antonio Fidanzati, Antonino Duca e Rosario Lo Nardo sul finire degli anni settanta e l'inizio degli ottanta, fu la base per la nascita di un gruppo paramafioso che potesse fare da ponte tra il Nord e il Sud. All'ombra di questi personaggi crebbero e trovarono maturazione le locali giovani leve di una criminalità dai contorni ancora rurali, che tentava generalmente di mutuarne le gesta, le caratteristiche e le imprese.

### La nascita
Verso la fine degli anni settanta si forma, tra le province di Padova e Venezia, una piccola banda dedita principalmente a furti di generi alimentari, di bestiame e di pellame capitanata da Felice Maniero detto Faccia d'angelo. Attorno a lui ruotano personaggi del calibro di Gilberto Sorgato detto Caruso, Ottavio Andrioli, Sandro Radetich detto il Guapo, Gianni Barizza, Zeno Bertin detto Richitina, Stefano Carraro detto Sauna, Antonio Pandolfo detto Marietto, e Fausto Donà. Inoltre Maniero stringe alleanze con altre bande criminali del Veneto, come quella dei fratelli Maritan a San Donà di Piave o dei fratelli Rizzi a Venezia.
Le attività delinquenziali sue e della sua banda composta da oltre 300 "strumentisti criminali", spaziavano dai sequestri di persona alle rapine, dal traffico di sostanze stupefacenti al traffico d'armi, dal riciclaggio di denaro agli omicidi.
Con il passare degli anni il sodalizio spostò i suoi interessi dalle grosse rapine ai danni di laboratori orafi, istituti di credito e uffici postali, ai sequestri di persona, al controllo delle bische clandestine e dei cambisti del Casinò di Venezia, nonché al più remunerativo traffico di sostanze stupefacenti, con diramazioni un po' ovunque, da Portogruaro a Chioggia, grazie ad una struttura sempre più stabile e gerarchicamente inquadrata, con la quale sviluppò la propria influenza anche nelle provincie limitrofe.
(su Felice Maniero, tratto da "Il Resto del Carlino")
Il salto di qualità può essere considerato la notte del 10 ottobre 1980, "la notte dei cambisti", quando esponenti della banda picchiarono a sangue i cambisti (ossia coloro che prestavano denaro "a strozzo" ai giocatori) del casinò di Venezia, restii a versare una parte dei guadagni all'organizzazione; due di essi che continuarono a rifiutarsi, Eugenio Pagan e Cosimo Maldarella, furono uccisi in un agguato a Venezia il 12 novembre 1981. Presunto autore dell'omicidio fu Sandro Radetich, che sparirà nel nulla il 6 gennaio 1984.

### La scissione veneziana
La tentata scissione da parte dell'organizzazione veneziana è uno dei fatti più noti e tutt'oggi sotto analisi, appartenenti alla cronaca nera della malavita veneta.
Nella seconda metà degli anni ottanta a capo della criminalità veneziana vi erano i fratelli Maurizio e Massimo Rizzi, conosciuti anche come i giudecchini. Costoro, dal centro storico, gestivano i traffici del loro gruppo, dai taglieggiamenti al più remunerativo spaccio di stupefacenti. I Rizzi, che rispondevano comunque a Felice Maniero, non volendo più sottostare all'autorità di Faccia d'angelo, decisero di eliminare Giancarlo Millo, detto il Marziano, lo spacciatore dell'isola del Tronchetto, legato al gruppo dei mestrini. Il Marziano, mentre cenava al bar Caffè al Poggio a Cannaregio il 5 gennaio 1990, fu vittima di un agguato mortale. Secondo le testimonianze di alcuni collaboratori di giustizia, furono proprio Maurizio e Massimo Rizzi a freddare Giancarlo Millo. Già il 19 febbraio 1986 avevano eliminato Paolo Bogo, ex braccio destro di Silvano Maistrello, che appena uscito dal carcere intendeva riprendere il suo posto nei vari traffici.
La sera del 10 marzo 1990 accompagnati da Vincenzo Zampieri, i fratelli Rizzi, assieme al loro cugino Gianfranco Padovan, si recano a Campolongo Maggiore per incontrare Maniero, il quale li aveva invitati a partecipare ad una rapina, convincendoli ad arrivare disarmati all'appuntamento in quanto le armi necessarie le avrebbe procurate lui stesso. Ad attenderli all'appuntamento vi erano lo stesso Maniero, Giampaolo Manca, Paolo Pattarello e Paolo Tenderini. Una volta arrivati sugli argini del fiume Brenta, i tre scissionisti capiscono di essere caduti in una trappola. Il primo a scendere dalla macchina è Maurizio Rizzi che abbozza ad una fuga, ma viene ferito a colpi di pistola da Paolo Pattarello e successivamente preso a badilate sulla testa da Paolo Tenderini. Massimo Rizzi e Franco Padovan vengono fatti scendere dall'auto poco dopo. Era una Fiat Uno tre porte, scelta appositamente per costringere i tre scissionisti a scendere uno alla volta dal lato destro. Tenderini tenta di strozzare Massimo Rizzi con un cappio che si era portato da casa, ma quest'ultimo resiste e quindi viene anche lui colpito dai colpi di pistola di Paolo Pattarello; Franco Padovan tenta anch'egli una fuga, ma viene freddato dallo stesso Felice Maniero con un fucile mitragliatore M16. Infine su invito di Maniero i tre vengono finiti con un colpo alla testa sempre dallo stesso Pattarello e quindi seppelliti nell'argine.
A seguito della sparizione dei Rizzi, Giovanni Giada, uomo fidato di Maniero e navigato malavitoso veneziano, divenne il nuovo capo del gruppo lagunare.

### Interessi finanziari e sodalizi criminali
La crescita dell'organizzazione sul territorio Veneto e limitrofo e il progressivo espandersi dei suoi interessi, nonché il sempre maggiore prestigio e popolarità del suo capo, determinò l'instaurarsi di sempre più stretti legami con esponenti di sodalizi mafiosi operanti in altre regioni d'Italia e in altri stati, per lo più in relazione ad esigenze di approvvigionamento di sostanze stupefacenti: in particolare nell'ultimo periodo cocaina. Oltre ai legami con il gruppo mafioso facente capo ai Fidanzati di Milano e a Salvatore Enea, venivano accertati frequenti “rapporti d'affari” con esponenti della Camorra, appartenenti alla famiglia Guida, più recentemente a quella dei Giuliano, al Clan Fidanzati e alla Famiglia Ciulla i cui esponenti operavano sulla rotta Venezia - Milano / Lugano - Sud America.
Da segnalare è anche un accordo con Giuseppe Caterino, detto Peppinotto, appartenente al Clan dei Casalesi e spedito dallo Stato al confino a Modena, dove si inserì nel business delle bische. Maniero e Caterino si accordarono per dividersi a metà i proventi del gioco d'azzardo nella città emiliana. Sempre a Modena, nel gennaio 1992, Faccia d'angelo organizzò un clamoroso colpo alla Galleria Estense, nel quale vennero rubati il ritratto del duca Francesco I di Velazquez, il trittico di El Greco, la Madonna Campori di Correggio e due opere del Guardi, La piazzetta di San Marco e L'isola di San Giorgio Maggiore. I cinque dipinti vennero in seguito recuperati: il trittico e uno dei due dipinti del Guardi nel dicembre del 1993 in un cimitero di campagna nella bassa ferrarese, tra Comacchio e Codigoro, gli altri due in un casolare abbandonato a Piove di Sacco, in provincia di Padova. Lo stesso Maniero dichiarerà, dopo il suo pentimento, che i furti di opere d'arte servivano ad instaurare una trattativa con lo Stato al fine di ottenere sconti di pena, vantaggi carcerari o altri benefici. Per motivi analoghi Maniero progettò nel 1979 il furto dei gioielli della Madonna Nicopeia nella Basilica di San Marco di Venezia e nel 1991 quello del mento di Sant’Antonio nella basilica del Santo a Padova.
Felice Maniero era anche amico del figlio del presidente della Croazia Franjo Tuđman, con il quale, durante gli anni novanta, pianificò diverse tratte attraverso l'Adriatico per il contrabbando di armi e per il traffico di droga.
Importante poi sarebbe stato anche il contrabbando d'oro rubato in Europa, frutto di rapine messe a segno nel continente a banche, casinò e portavalori, in particolar modo in Francia (per tale supposizione l'apertura di un ulteriore filone investigativo per verificare possibili contatti con il clan dei marsigliesi). A comporre parte del traffico illegale, come emerso da alcune inchieste, in che ruolo però non è stato accertato, anche diversi appartenenti alla guardia di finanza. In questo contesto, relativo ai contatti tra organi dell'ordine e criminalità organizzata, andrebbe quindi inserito l'agguato mortale a un ufficiale della finanza avvenuto a Torino nel 1995.

### L'arresto, l'evasione e il pentimento di Maniero
Nel frattempo Felice Maniero, che allo scadere di un quinquennio di sorveglianza speciale nel comune di origine si era sottratto all'esecuzione di un provvedimento restrittivo emesso nel giugno 1993 dalla magistratura lagunare, per poi essere successivamente catturato a Capri nell'agosto 1993, assisteva in stato di detenzione al processo avviato a suo carico e di gran parte dei componenti il sodalizio da lui capeggiato.
Il 14 giugno 1994 però, con un'azione spettacolare, il boss riuscì a fuggire dal carcere di Padova, unitamente ad altri cinque detenuti, alcuni dei quali suoi fedelissimi, avvalendosi, come successivamente accertato, di complicità interne alla struttura carceraria. Quella data segna il diapason ma, al tempo stesso, l'inizio del declino a seguito della collaborazione fornita ai magistrati della distrettuale antimafia di Venezia dallo stesso Maniero, catturato a Torino nel novembre del 1994. Le dichiarazioni di Maniero hanno contribuito a far luce su omicidi ed altri episodi delittuosi, che non avevano trovato soluzione per via della impermeabilità dell'organizzazione e dell'atteggiamento omertoso dei suoi componenti; caratteristiche di un'associazione a delinquere di stampo mafioso, come ha affermato la sentenza della corte d'assise di Venezia del 1º luglio 1994.
Al processo di primo grado svoltosi in 92 udienze nell'aula bunker di Mestre la sentenza emessa il 21 dicembre 2008 infligge condanne per 539 anni e 8 mesi di carcere e complessivi 650.000 euro a 41 dei 52 imputati. I gradi di giudizio successivi hanno ridimensionato le pene, in particolare quelle a carico degli esponenti delle forze dell'ordine "a libro paga" di Maniero. Il notevole livello di impunità di cui godette l'attività di Maniero (testimoniato anche dai suoi sodali in termini positivi nonostante il suo pentimento) ha fatto insorgere nell'opinione pubblica l'ipotesi che esso fosse in qualche modo "coperto" dai servizi segreti, ipotesi sempre negata da Maniero anche in sede di giustizia.

### Il "sodalizio rivierasco"
Sulla scorta della collaborazione del suddetto Maniero, nel marzo 1995, il locale gip emetteva numerosi provvedimenti restrittivi a carico dei componenti del “sodalizio rivierasco”, tra cui due appartenenti alle forze dell'ordine, accusati di corruzione ed adesione alla mala del Brenta, mentre altre precedenti indagini avevano permesso di smantellare una vasta organizzazione dedita alle rapine ai danni di istituti di credito, gioiellerie ed uffici postali. Tale ultimo sodalizio, composto prevalentemente da giovani leve del crimine, formatesi intorno ad elementi della “vecchia mala”, che fungevano da collettori con l'organizzazione facente capo al Maniero, operava parallelamente alla stessa, con essa convergendo all'atto della perpetrazione di reati di non minore gravità, quali la fornitura di armi, il traffico di droga e la ricettazione dei proventi delle rapine; reati posti in essere da elementi di spicco del clan rivierasco.
Negli anni precedenti fu individuato e deferito all'autorità giudiziaria un gruppo di persone facenti parte della mala del Brenta, che operavano nel reinvestimento dei capitali attraverso la gestione di alcuni casinò della costa istriana nonché a mezzo attività usuraria, che permetteva di rilevare oltre una decina tra immobili ed esercizi pubblici: il flusso circolare del denaro, in entrata ed in uscita dai casinò della ex Jugoslavia, era stato al centro dell'attenzione in un'indagine risalente al 1987, quando venne accertata la complicità di un funzionario di un istituto di credito friulano, nell'occasione tratto in arresto perché parte attiva nella ripulitura di assegni provenienti da quelle case da gioco.
Significativa in proposito un'operazione di sequestro di numerosi beni, condotta tra il ‘92 ed il ‘93, a carico del pregiudicato Silvano Maritan, all'epoca - come già detto - a capo di un'organizzazione malavitosa operante nel territorio del basso Piave e collegata al sodalizio di Maniero.

### Dagli anni 1990 e i rapporti con le altre organizzazioni
Gli anni novanta hanno visto l'unione del Clan dei Casalesi con le organizzazioni di Eraclea, e la diffusione di nuovi reati come il traffico dell'immigrazione clandestina e il favoreggiamento della prostituzione, il riciclaggio, il voto di scambio e l'usura di imprenditori e professionisti.
A partire dal il 1994 l'organizzazione è andata disciogliendosi anche grazie ai numerosi arresti e prelievi di beni dei suoi membri. Il primo tentativo di rinascita era costituito da un complotto volto a uccidere l'ex boss e pentito Felice Maniero. Per riuscire nell'impresa, i nuovi malavitosi prevedevano di usare un lanciarazzi e altre armi pesanti per colpire la caserma ospitante l'ex boss. Al momento dell'arresto le autorità identificarono come orditori della cospirazione trentatré persone, tra cui noti rapinatori e delinquenti di piccola taglia. In particolare agivano Andrea Batacchi, Mariano Magro, Lucio Calabresi, Nazzareno Pevarello e Stefano Galletto, ed è stato proprio il pentimento di quest'ultimo a consentire alla task force della Direzione anticrimine centrale di sgominare la banda. L'operazione venne condotta dal Pubblico Ministero di Padova, Renza Cescon, e impiegò circa 400 uomini della Polizia di Stato.
Il 4 agosto 1996 la denominata "nuova Mala del Brenta" avrebbe messo a segno una rapina ai danni del parco divertimenti "Mirabilandia" per un valore di circa 350 milioni di lire in contanti.

### Gli anni 2000 e le attività postume
Il 26 aprile 2005 fu ucciso dai carabinieri Luigi Quatela, durante una rapina ad una filiale della UniCredit di Chiampo, a Vicenza, insieme al fratello Ercole, Orazio Remo Pezzuto e Luigi Bestetti, quest'ultimo scampato alla cattura. Successivamente le indagini dei militari hanno permesso il già citato arresto di Giorgio Fontana e Luca Panozzo. Il 13 maggio 2005 viene arrestato dopo cinque anni di latitanza Francesco Tonicello, vecchio boss della Mala del Brenta, mentre faceva l'edicolante alla fermata della metropolitana Vauxhall di Londra. Un mese prima erano stati già arrestati, per traffico di sostanze stupefacenti, il fratello Pierpaolo e la cognata Arianna Bonaventura. Ulteriori informazioni, provenienti dalle rivelazioni dei pentiti Stefano Galletto e Giuseppe Pastore, hanno dato vita all'Operazione Ghost Dog, che, una volta portata a termine, ha condannato più di trenta persone tra membri ed affiliati della Mala tra cui i boss Achille Pozzi e Giorgio Fontana, compresi dei poliziotti al soldo dell'organizzazione. Secondo gli uomini della polizia di Stato il bottino messo assieme dal gruppo criminale sarebbe stato di circa 20 milioni di euro e tra gli attentati progettati, oltre a quello di Maniero, ci sarebbe stato quello di Alessandro Giuliano, figlio dell'ex capo della Squadra Mobile di Palermo, Boris Giuliano.
Il 24 novembre 2008 viene effettuata una vasta operazione contro un'organizzazione criminale finalizzata al traffico di cocaina proveniente dal Sud America, attraverso la Spagna e destinata a Venezia. Tra i 16 arrestati c'è anche il capo della banda e storico boss Silvano Maritan, oltre a lui anche Giancarlo Bettio, il veneziano Lorenzo Crosera, il cubano Rolando Guerrero e due donne Manola Lava e Irene Gorghetto fermate a Mestre. Nel 2008 è stata sgominata una banda di narcotrafficanti e criminali comuni attiva nell'Italia nord-orientale, tra i suoi membri Fiorenzo Trincanato, ex membro dei Nuclei Armati Rivoluzionari ed esponente di spicco dell'organizzazione, ritenuto uno dei capi che presero il posto di Felice Maniero. Tuttavia la banda sembrerebbe essere ancora attiva, come dimostrato dai vari arresti effettuati a seguito di varie operazioni di polizia e da alcune interrogazioni parlamentari, come quella del deputato Daniela Sbrollini del Partito Democratico durante il governo Renzi.
Nell'estate del 2009, la corte d'Appello di Venezia ha condannato all'ergastolo Fabiano Meneghetti e Fabrizio Panizzolo detto Bicio, per l'uccisione del gioielliere Gianfranco Piras durante una rapina ad Abano del 19 luglio 2005. Tra i partecipanti al fatto criminoso erano presenti Maich Gabrieli (proprio grazie alle sue rivelazioni gli inquirenti sono giunti alla loro cattura) ed il cugino Emanuele Crovi, morto durante l'agguato. Nel mese di giugno del 2010, vengono arrestati un gruppo di giostrai con l'accusa di furto e rapine a mano armata, tramite le ordinanze di custodia cautelare su ordinanza del gip Elena Rossi. In manette sono finiti alcuni figli dei vecchi componenti della Mala del Brenta tra cui Paolo Brasi, Michele Cavazza, 21 anni, di Conegliano, Naika Gabrieli, 30 anni, di Istrana; Massimo Criscuolo, 35 anni, napoletano d’origine residente a Vedelago, Destin Mbedi Mayeya Cuman, 28 anni, di origine congolese, Luca Marciano, 34 anni, di Treviso, che dopo essere stato rimesso in libertà è fuggito ed è rimasto latitante fino al dicembre dello stesso anno, quando si è costituito spontaneamente al carcere di Rovigo.

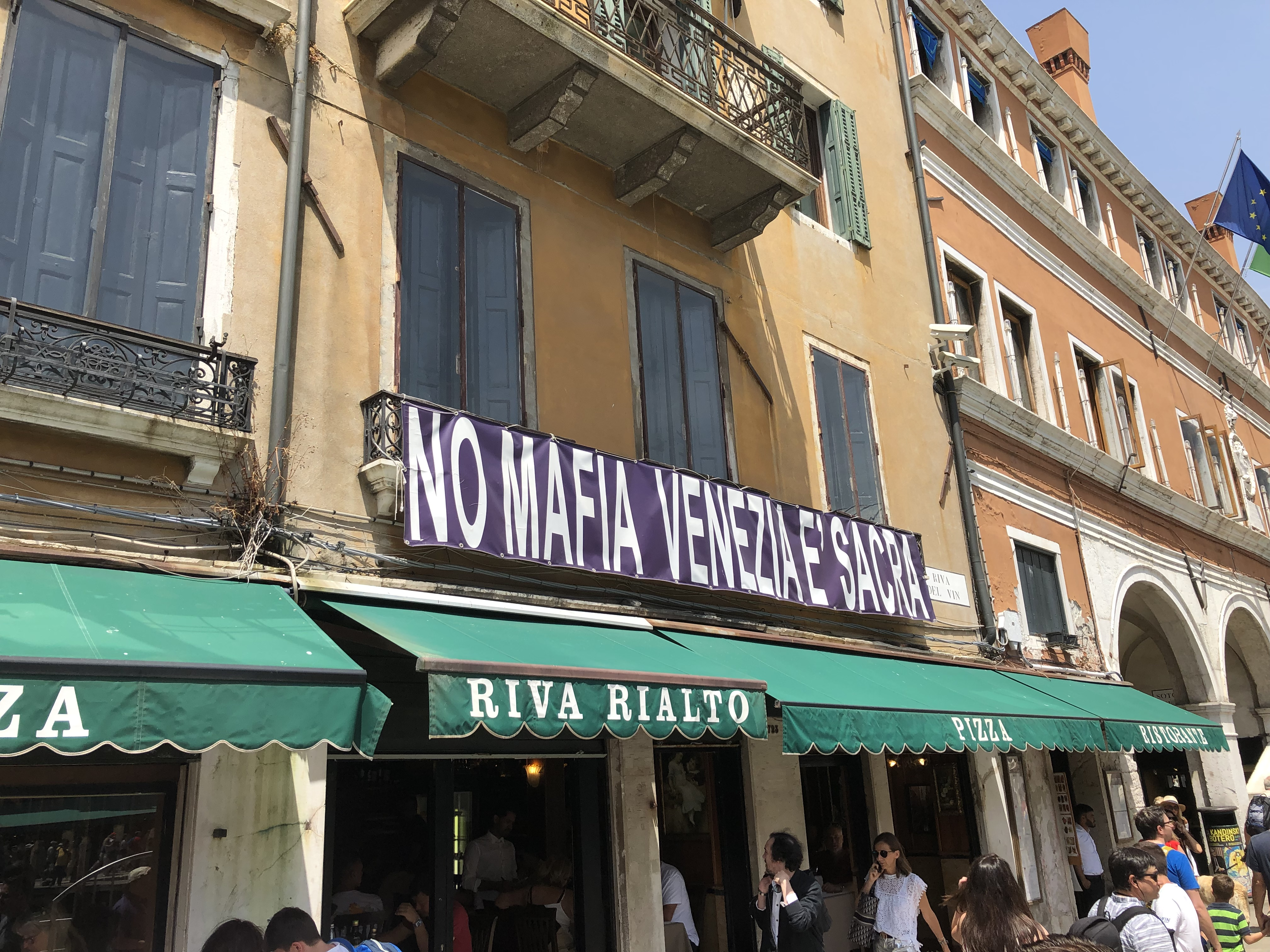
Striscione antimafia esposto sopra un ristorante di Venezia di fronte al ponte di Rialto.

All'alba del 18 marzo 2016 viene arrestato dagli agenti della Squadra Mobile di Padova coadiuvati da quelli di Venezia, il vecchio boss Ercole Salvan, che era evaso dagli arresti domiciliari nella sua casa di Sant'Angelo di Piove per una rapina avvenuta il 19 ottobre dell'anno precedente. Oltre a questo nell'ordinanza di custodia cautelare è accusato di una serie di rapine a furgoni portavalori. In manette per favoreggiamento anche Ivano Galbusera sessantacinquenne e proprietario dell'immobile dove viveva il latitante. Il 13 novembre 2016, da poco uscito di prigione, il vecchio boss Silvano Maritan viene arrestato nuovamente per aver ucciso Alessandro Lovisetto. Secondo la dinamica Maritan dopo una passeggiata in centro per San Donà di Piave avrebbe incrociato casualmente Lovisetto. Il rapporto tra i due era deteriorato a causa di una disputa sentimentale che avrebbe coinvolto la ex compagna del boss, frequentatrice della vittima durante il periodo di detenzione di Maritan. Tra i due è nato un feroce alterco, che si è risolto con un fendente alla gola al Lovisetto che dopo alcuni passi è caduto esanime davanti al Caffè Letterario.
Il 31 dicembre 2018 è stato arrestato in Croazia, mentre usciva dalla sua abitazione nella capitale croata, l'ex affiliato Claudio D'Este che deve scontare una pena complessiva di 10 anni, 3 mesi e 16 giorni. Giampaolo Manca a luglio del 2019 termina di scontare il proprio debito con la giustizia, ha rilasciato alcune interviste in cui preannuncia la pubblicazione dell'autobiografia All'inferno e ritorno  e la comparsa in un film di Francesco Di Silvio, nel quale è interpretato dall'attore Vincent Cassel. Rinnegando il proprio passato e la metà dei propri anni di vita trascorsi in carcere, afferma di essersi pentito e convertito: «ci terrei a precisare però che il vero Inferno non sono stati i quasi quarant'anni di carcere, come in molti ritengono erroneamente, bensì la mia vita di reati. Il diavolo è stato un complice assoluto delle mie malefatte ma oggi, grazie all'aiuto di Dio, posso dire che sono riuscito a sconfiggerlo. Quindi l'Inferno l'ho abbandonato alle mie spalle. [...] So che Dio mi ha aiutato in questo progetto e continua a farlo». Invitando i giovani a seguire altri esempi di studio e lavoro, ripudia la mafia, nega un coinvolgimento dei clan veneziani nelle stragi di Capaci e Via D'Amelio e si pronuncia contro la legalizzazione delle "droghe leggere", in contrasto con le idee di Felice Maniero.
Il 30 novembre 2021 vengono emesse custodie cautelari a 39 persone tra cui i vecchi boss Gilberto Boatto, Paolo Pattarello, Antonio "Marietto" Pandolfo, Gino Causin e Loris Trabujo che appena usciti dal periodo di detenzione avrebbero tentato di ricostituire l'organizzazione criminale ed instaurare rapporti nell'ambiente malavitoso per la detenzione e distribuzione di sostanze stupefacenti.

## Caratteristiche generali
Sviluppatasi negli stessi anni e negli stessi contesti criminali da cui nacquero a Roma la banda della Magliana e a Milano la banda della Comasina, si distinse dalle altre mafie italiane per il carattere rurale mantenuto nel corso degli anni. La mafia piovese si rese protagonista di rapine, sequestri di persona, omicidi e traffici di droga e armi a livello europeo nel giro di pochi anni dalla nascita.
Considerata da taluni una vera e propria mafia, e per questo anche soprannominata la quinta Mafia, viene così descritta dalla Prima sezione della Corte d'assise d'Appello di Venezia da una sentenza emessa il 14 dicembre 1996:

## Altre organizzazioni
All'organizzazione della riviera del Brenta si aggiungevano:

### Imestrini
Il gruppo criminoso di Mestre - strettamente collegato a quello della riviera - dedito a rapine, estorsioni e traffico di sostanze stupefacenti, che si avvaleva anche del ricavato dell'attività degli "intromettitori", in zona Tronchetto-piazzale Roma di Venezia. Questi ultimi, che rappresentano una figura tipica di operatori della città di Venezia, agiscono quali intermediari tra i turisti ed il mondo del commercio veneziano. Si tratta, per lo più, di motoscafisti abusivi, gondolieri, intermediari di agenzie di viaggio, portieri di albergo, che per la loro attività sono in grado di indirizzare il turista verso determinati negozi, vetrerie, ristoranti ed alberghi. Il giro di affari è stimato in vari miliardi di lire italiane e si presta all'influenza, sotto varie forme, di esponenti della malavita organizzata. Membri conosciuti come "lo zoccolo duro" della banda di Mestre sono: Gino Causin, Gilberto Lolli Boatto, Roberto Paja Paggiarin, Paolo Mattonea Tenderini e Paolo Pattarello detto Paolino.

### Igiudecchini
Il gruppo della laguna, composto da elementi tutti nativi del capoluogo regionale, anch'essi dediti al traffico di sostanze stupefacenti e taglieggiamenti, con l'impiego di capitali provenienti, tra l'altro, dalla gestione di vetrerie di Murano e di locali notturni siti in Venezia, acquisiti ed intestati a prestanome incensurati, nonché dal controllo degli intromettitori abusivi nella zona di piazza San Marco. A capo del gruppo, dopo la morte nel 1978 di Silvano Kociss Maistrello e fino al 1990, vi furono i fratelli Maurizio e Massimo Rizzi che agirono da sottoposti di Maniero fino alla "scissione veneta".

### Labanda Maritan
Gruppo di San Donà di Piave-Jesolo, nel Veneto Orientale, il cui capo - Silvano Maritan - strettamente legato al citato Maniero della Riviera del Brenta, in passato aveva coltivato vincoli di amicizia con il boss di cosa nostra Salvatore Contorno, durante il periodo del soggiorno obbligato di quest'ultimo in Veneto. Anche l'attività illecita di questo gruppo consisteva, prevalentemente, nel traffico di sostanze stupefacenti.
Tale assetto generò nel corso degli anni sanguinosi regolamenti di conti, sostanziatisi in una serie notevole di omicidi (circa 20 attribuibili all'organizzazione) e nel conseguente, progressivo emergere del citato Maniero come capo temuto e indiscusso.